# 晩鐘 (映画)
『晩鐘』（ばんしょう、原題：晩鐘）は、1987年の中国映画。日中戦争終結直後の中国東北地方を舞台に、終戦を知らず洞窟に潜む日本軍の兵士たちと、彼らを降伏させようと説得する八路軍遺体収容小隊を描く。
第39回ベルリン国際映画祭銀熊賞受賞。

## キャスト
- 八路軍遺体収容小隊隊長：陶沢如（タオ・ツォルウ）
- 日本兵捕虜：孫敏（スン・ミン）

## スタッフ
- 監督：呉子牛（ウー・ズーニュウ）
- 脚本：呉子牛、王一飛（ワン・イーフェイ）
- 撮影：侯咏（ホウ・ヨン）
- 音楽：馬剣平（マー・チェンピン）